# Simca Sport
Pour les articles homonymes, voir Simca et Sport (homonymie).
Les Simca Sport sont une série de voitures de sport GT du constructeur automobile Simca (filiale française de Fiat) produites de 1948 à 1962.

## Catégories
- 1948 : Simca 8 Sport
- 1951 : Simca 8½ Sport
- 1952 : Simca 9 Sport
- 1954 : Coupé De Ville et Cabriolet Week-End
- 1956 : Coupé Plein-Ciel et Cabriolet Océane

## Histoire

### Simca 8 Sport
L'histoire des Simca Sport commence avec la voiture de sport italienne Cisitalia 202 de 1947, une GT coupé-cabriolet carrossée par Pininfarina (Stabilimenti Farina (en)), variante des Maserati A6. Le patron de Simca, Henri Théodore Pigozzi, qui se rend régulièrement chez Fiat, sa maison mère à Turin en Italie, est séduit par une réalisation de Pininfarina sur le châssis de la Fiat 1100S, le même que celui de la Simca 8. Il en commande un exemplaire et le présente en France sous le nom « Simca 8 Sport » au salon de l'automobile de Paris 1948. 

Simca 8 Sport coupé
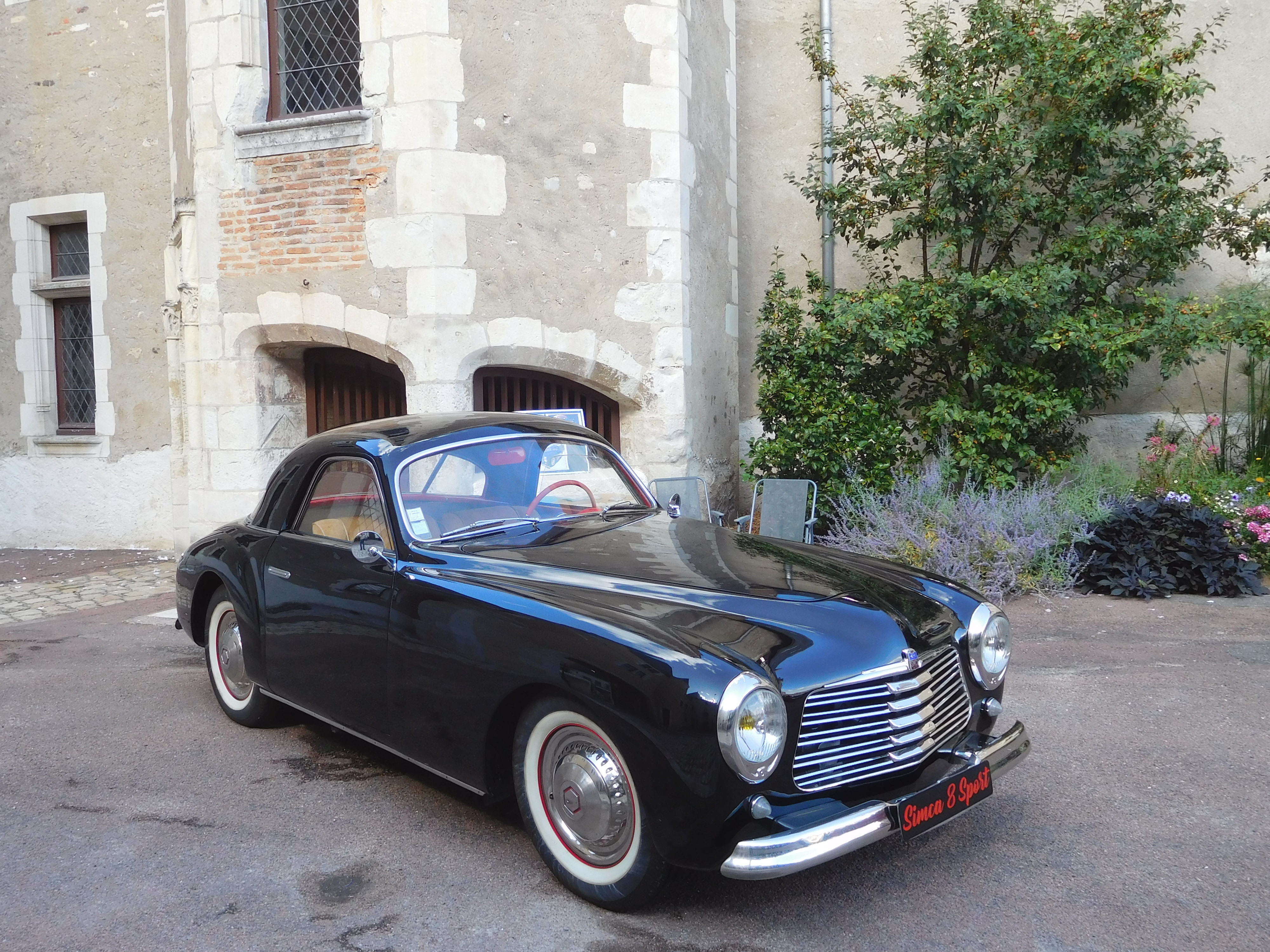
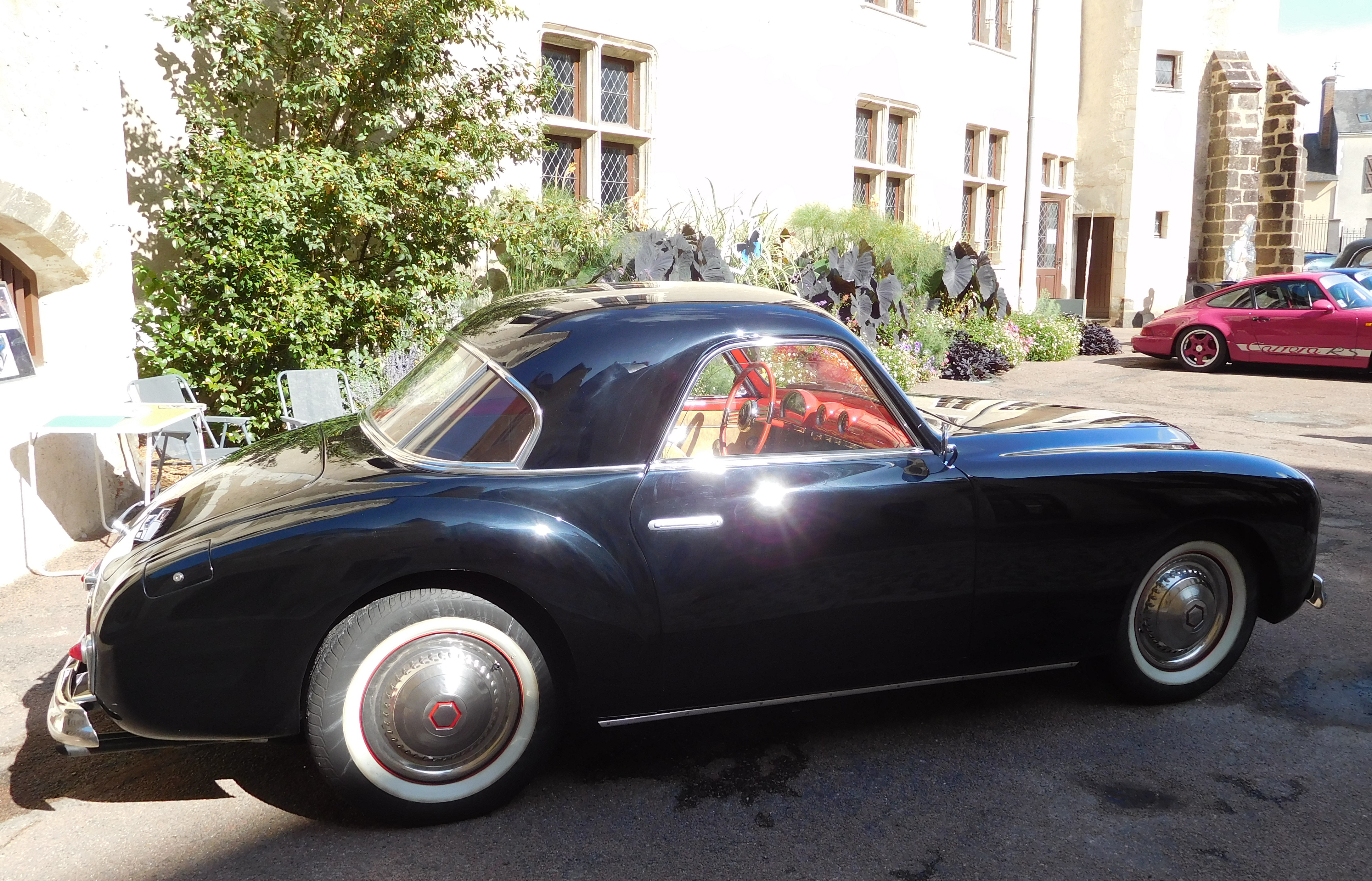

Elle reprend le moteur de la Simca 8 poussé à 50 ch pour une vitesse de 135 km/h. La réussite est au rendez-vous et confirme la volonté du dirigeant de commercialiser un cabriolet sportif. Il veut produire une voiture dérivée de ce prototype et achète les droits à Pininfarina, mais l’usine Simca ne peut le produire car elle est mobilisée pour la production de la future berline Simca Aronde. 

Simca 8 Sport coupé-cabriolet.
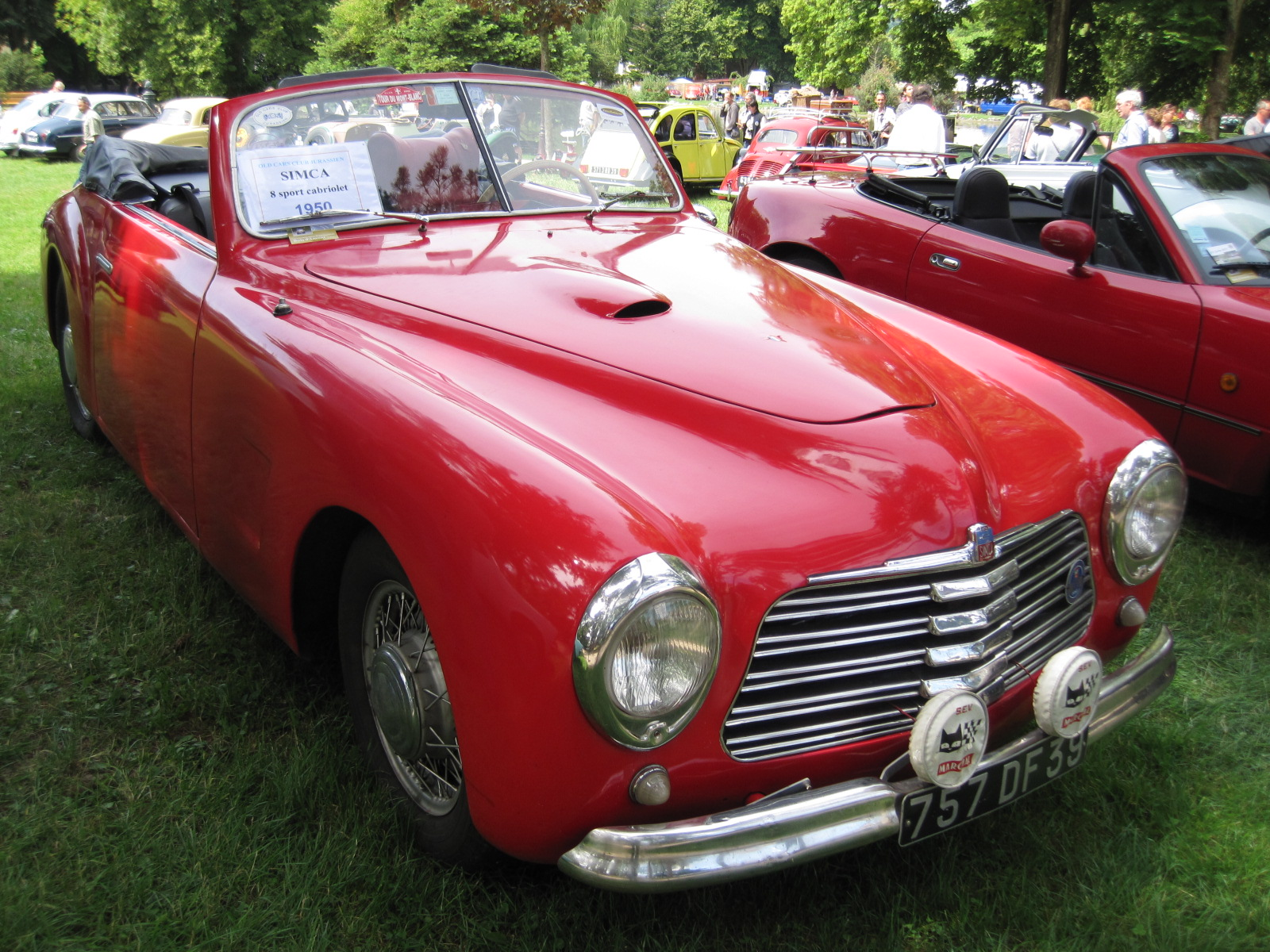
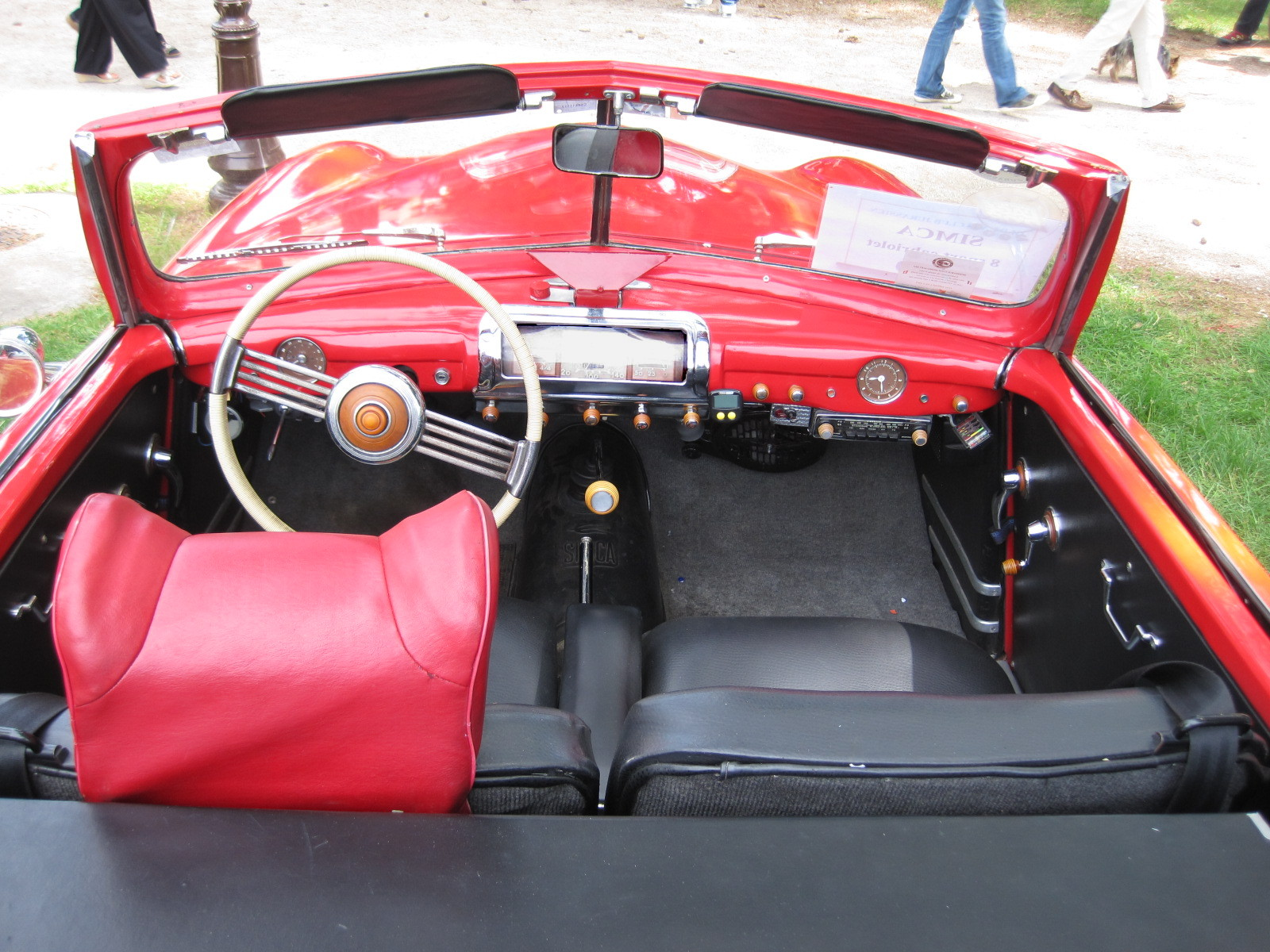
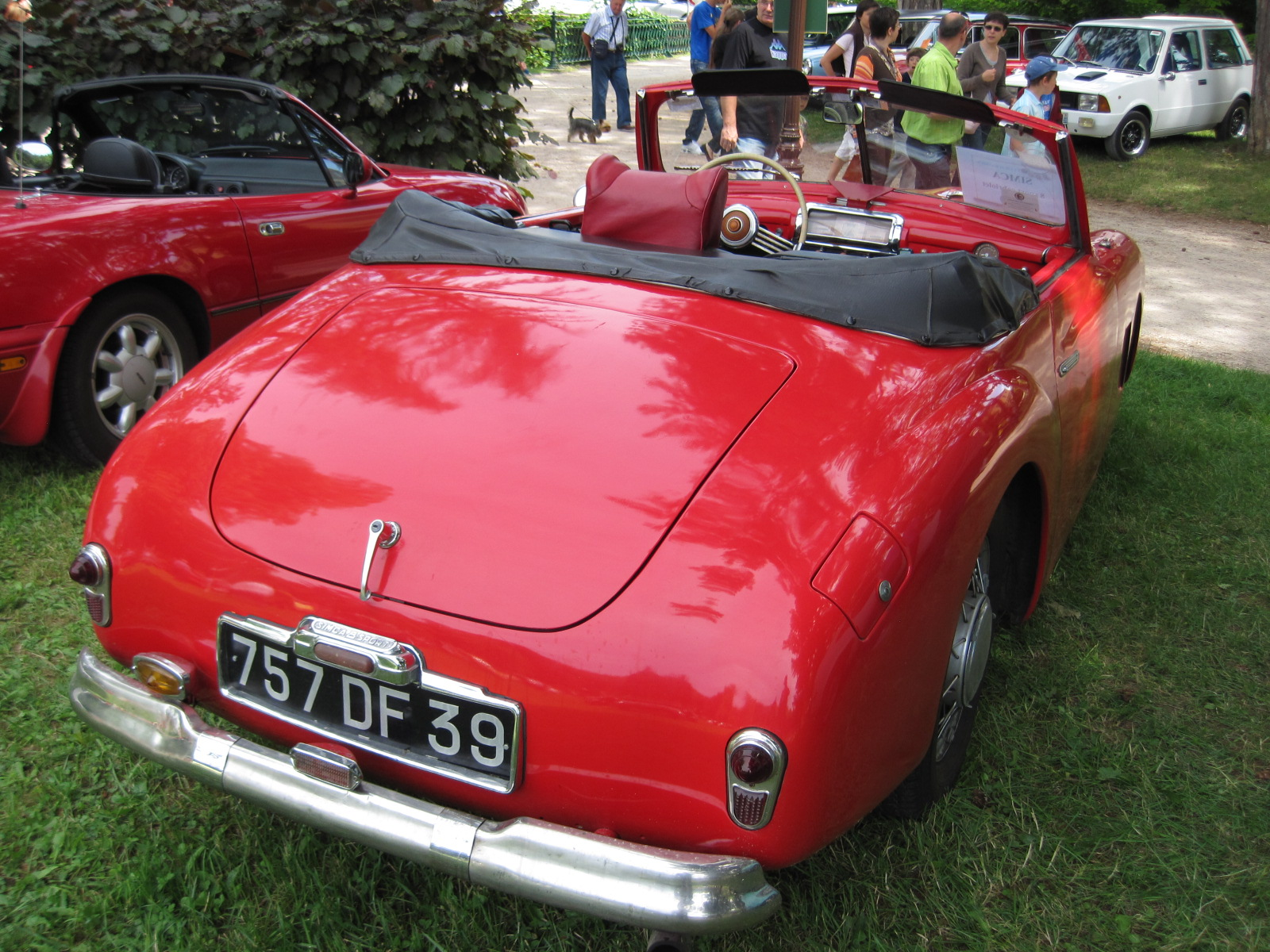

C’est le carrossier parisien Facel-Métallon qui sera alors chargé de produire la carrosserie et d'assembler la voiture. Fiat envoie alors une délégation pour mettre en place la chaîne de montage et du personnel détaché de Pininfarina pour mettre au point la production
Cette voiture de sport vendue au prix d’une voiture de série connait un certain succès. Elle devient « Simca 8½ Sport » en reprenant le nouveau moteur des Simca Aronde de 1951.
Neuf Simca 8 Sport sont engagées au rallye Monte-Carlo 1950, arrivées en particulier aux 3e, 4e et 5e places du général (1950 Monte Carlo Rally (en)).
Les Lancia Aurelia de 1950 ou Panhard Junior de 1952 sont inspirées de ce modèle. La Simca 9 Sport lui succède en 1951 (ainsi que la Simca Comète ou Ford Comète à moteur V8 Ford). 

### Simca 9 Sport
Après l'éphémère 8 ½ Sport, qui, en raison d'une raideur insuffisante du châssis n'est disponible qu'en version Coupé, lors du salon de l'automobile de Paris en octobre 1952, Simca présente un nouveau coupé version qui, sous une apparence semblable n'a pourtant plus rien de commun avec le modèle signé Pininfarina mais est signé des stylistes de Facel-Métallon et de Simca et inaugure la ligne « ponton ». 

Simca 9 Sport Figoni
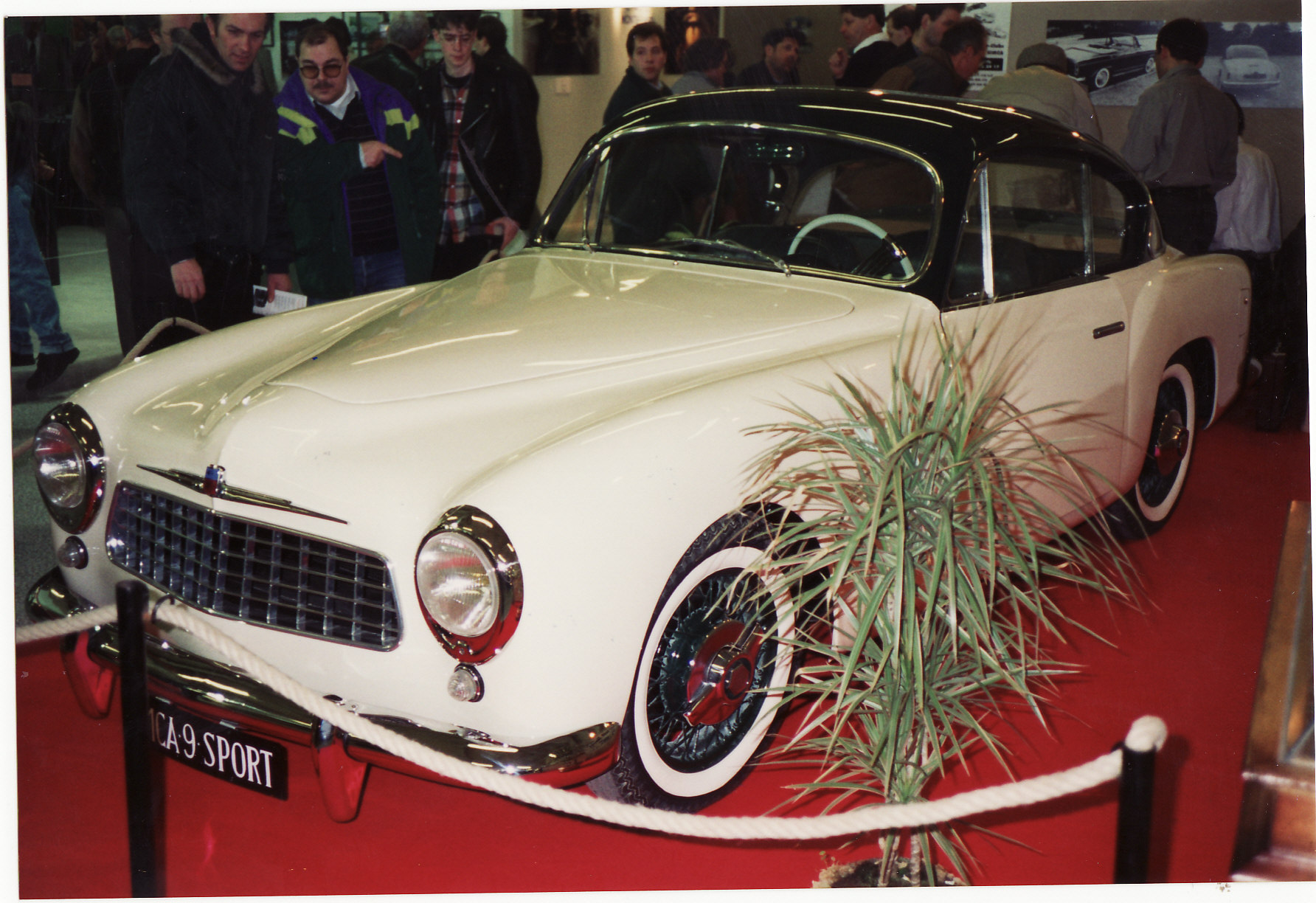
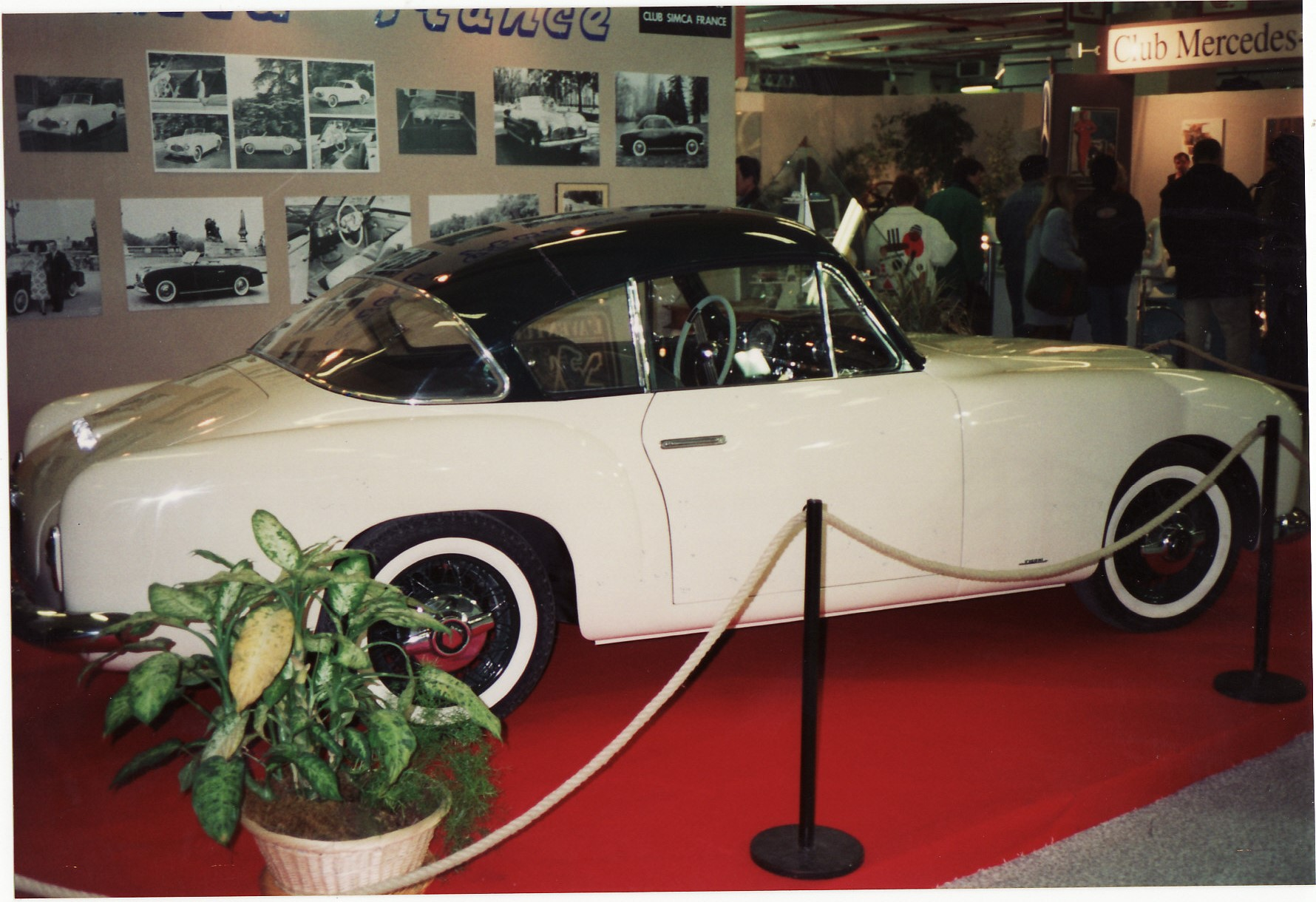

Le moteur de 1 221 cm3 de Simca Aronde, vitaminé par Abarth, développe 51 ch au lieu des 40 ch de la berline mais ne réussit pas à propulser les 985 kg de la caisse au delà de 135 km/h ce qui est peu pour une sportive de ce prix. Les performances ne faisaient pas partie des priorités du cahier des charges et pour raidir la carrosserie, Facel a dû épaissir les tôles et augmenter le poids.

### Simca Coupé De Ville et Cabriolet Week-End
La 9 Sport est un modèle de luxe par son prix mais aussi par sa finition et son habitacle avec de nombreux revêtements en cuir. La clientèle se fait rare pour cette voiture exclusive dans la seule version coupé. Elle ne restera pas longtemps au catalogue car en 1954, elle est remplacée par la « Simca Coupé De Ville » avec une ligne épurée et une finition simplifiée, pour baisser le prix. Avec l'ajout d'une traverse en X sous la caisse pour la rigidifier encore un peu, une version Cabriolet Week-End voit le jour.

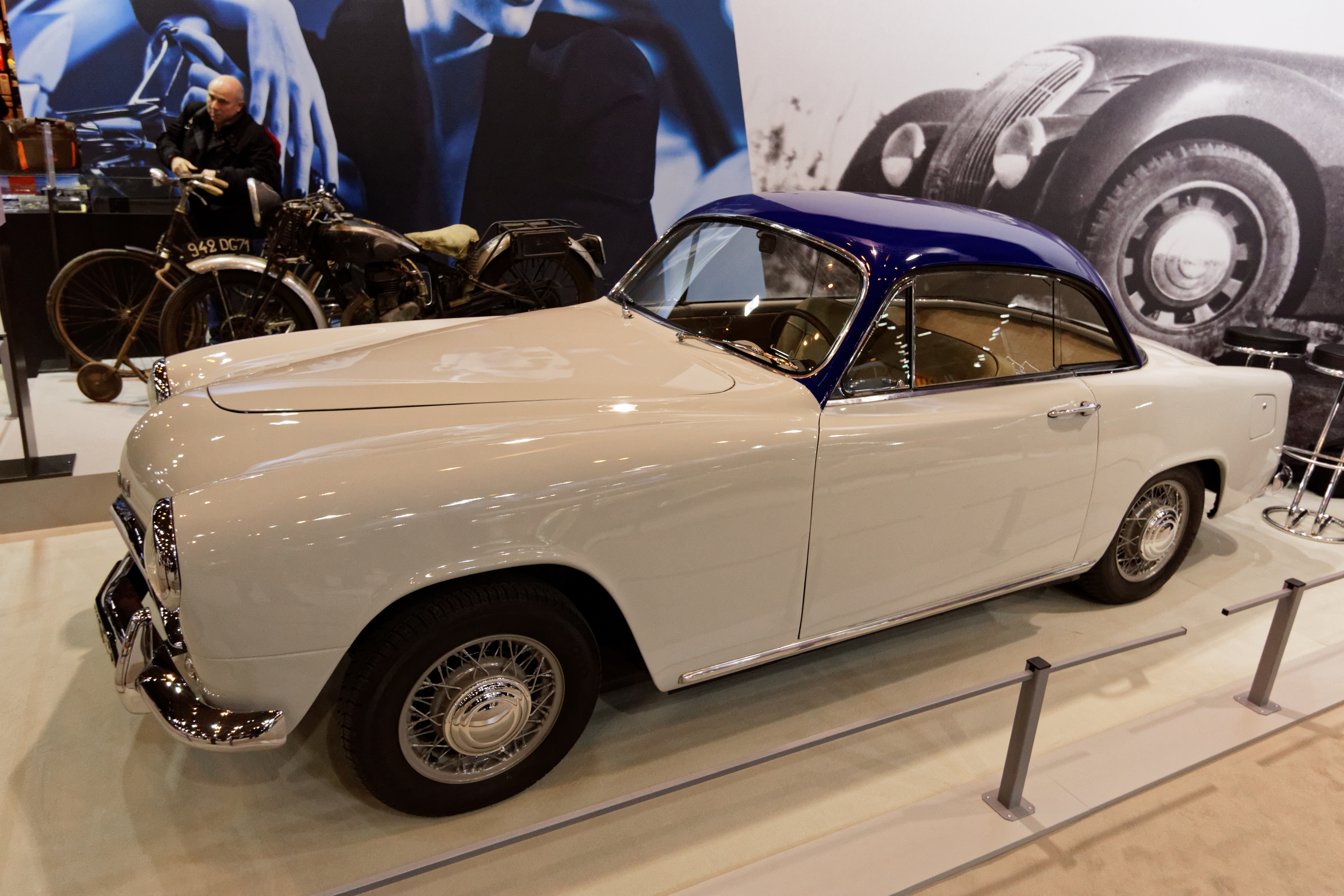
Simca Coupé de Ville
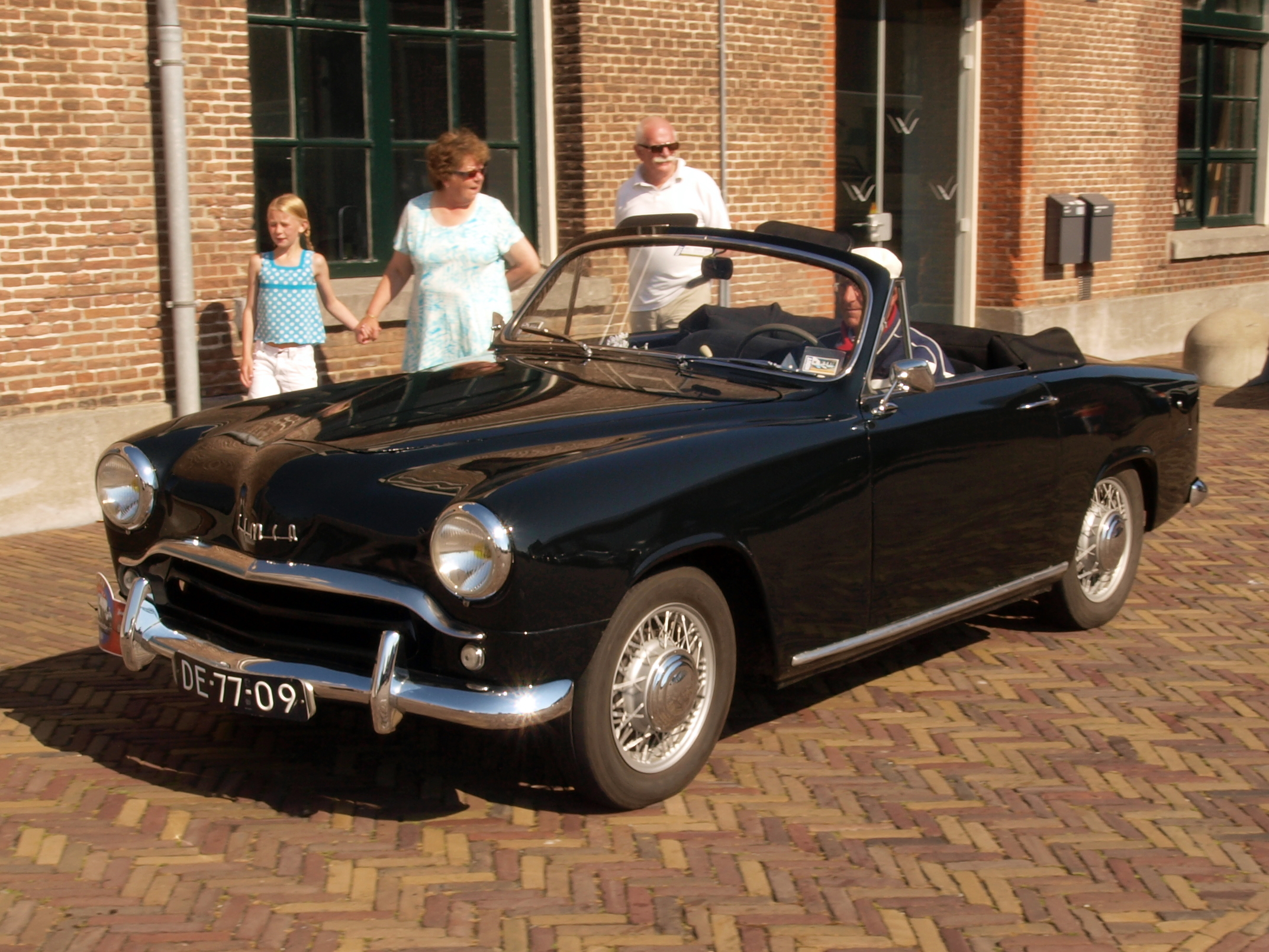
Simca Week-end Cabriolet

Pour le millésime 1955, de nouveaux trains roulants font leur apparition avec une nouvelle direction et des jantes de 14 pouces.
Les Fiat 1100 Trasformabile, Alfa Romeo Giulietta Spider, Peugeot 403 cabriolet ou Ford Thunderbird I de 1955 sont inspirées de ce modèle. 

### Simca Plein Ciel Coupé et Océane Cabriolet
En 1956, sont présentés les nouveaux coupés « Plein-Ciel » et cabriolet « Océane », porte-drapeau de la nouvelle ligne (dite « Océane ») des Simca Aronde 1300. Ils se caractérisent en particulier par leur pare-brise panoramique. Le moteur « Flash » de 1 294 cm3 de l'Aronde 1300 remplace l'ancien moteur de 1 221 cm³ sur le Coupé.

Simca Plein-Ciel Coupé
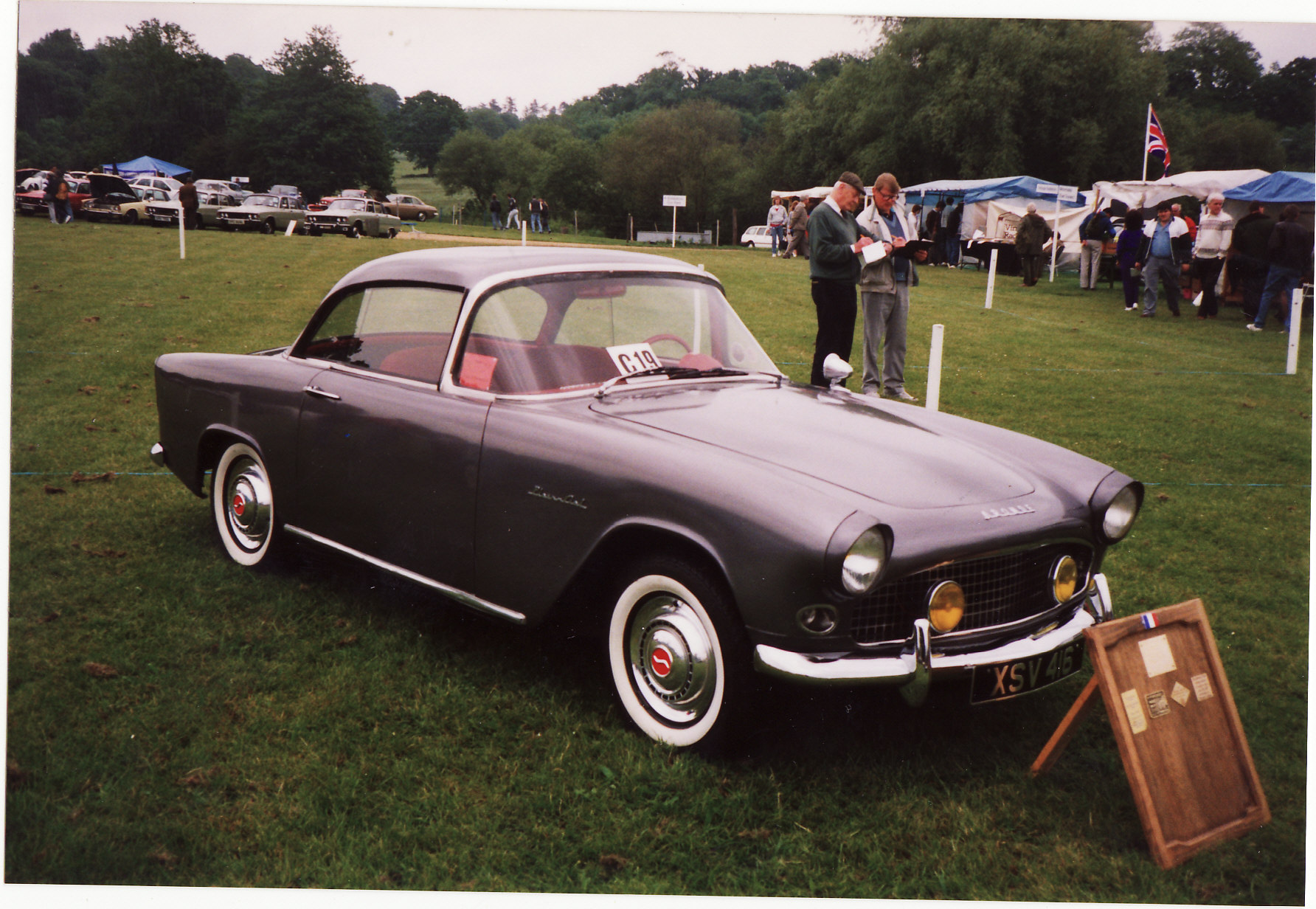
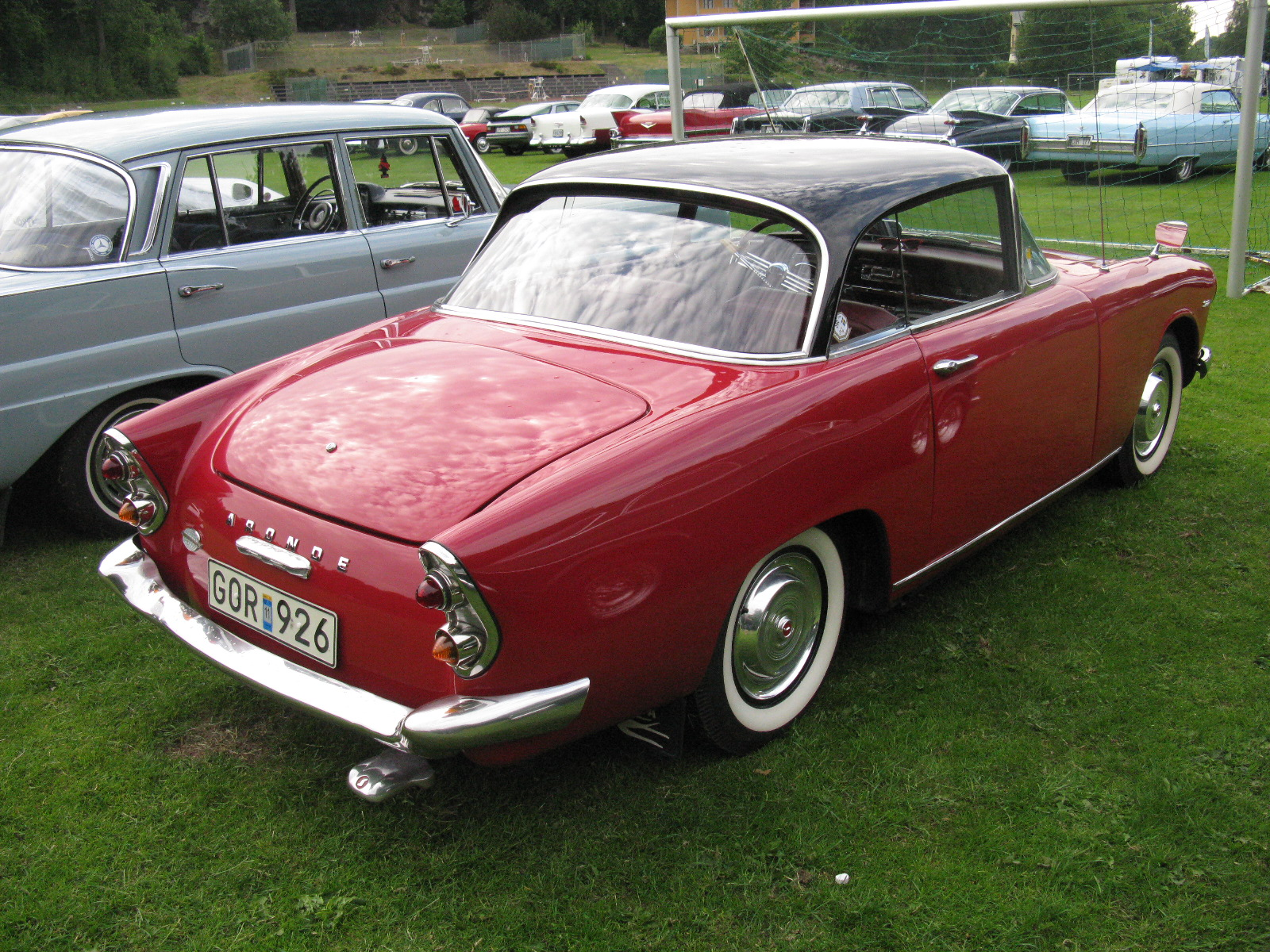

En 1959, ces versions sportives adoptent une nouvelle calandre, caractéristique de la nouvelle finition dite « Grand Carrossier » pour accompagner l'émergence de la Simca Aronde P60, dont la série S, d'une finition plus simple, reprend l'année suivante le moteur Rush. 

Simca Océane Cabriolet
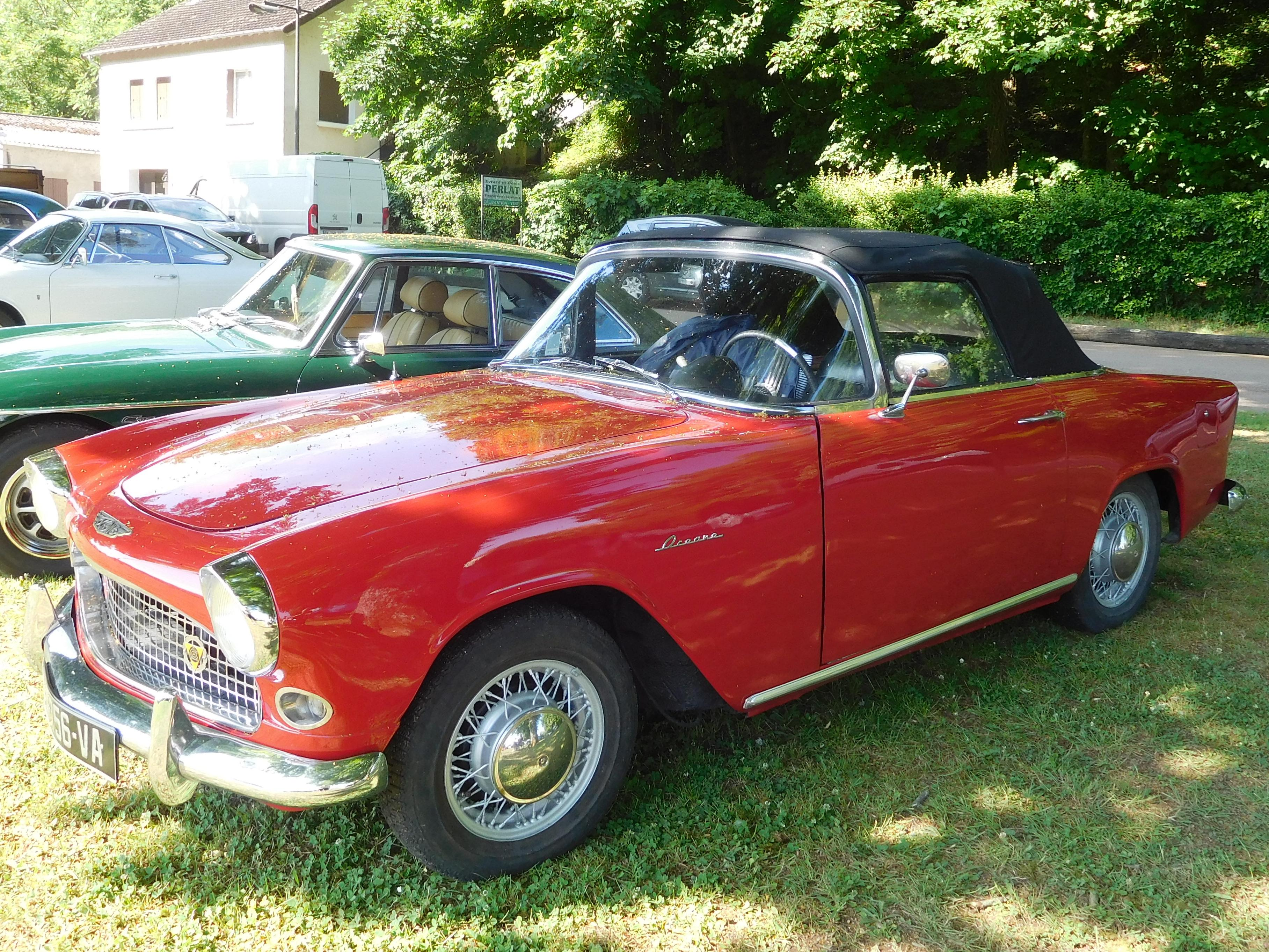
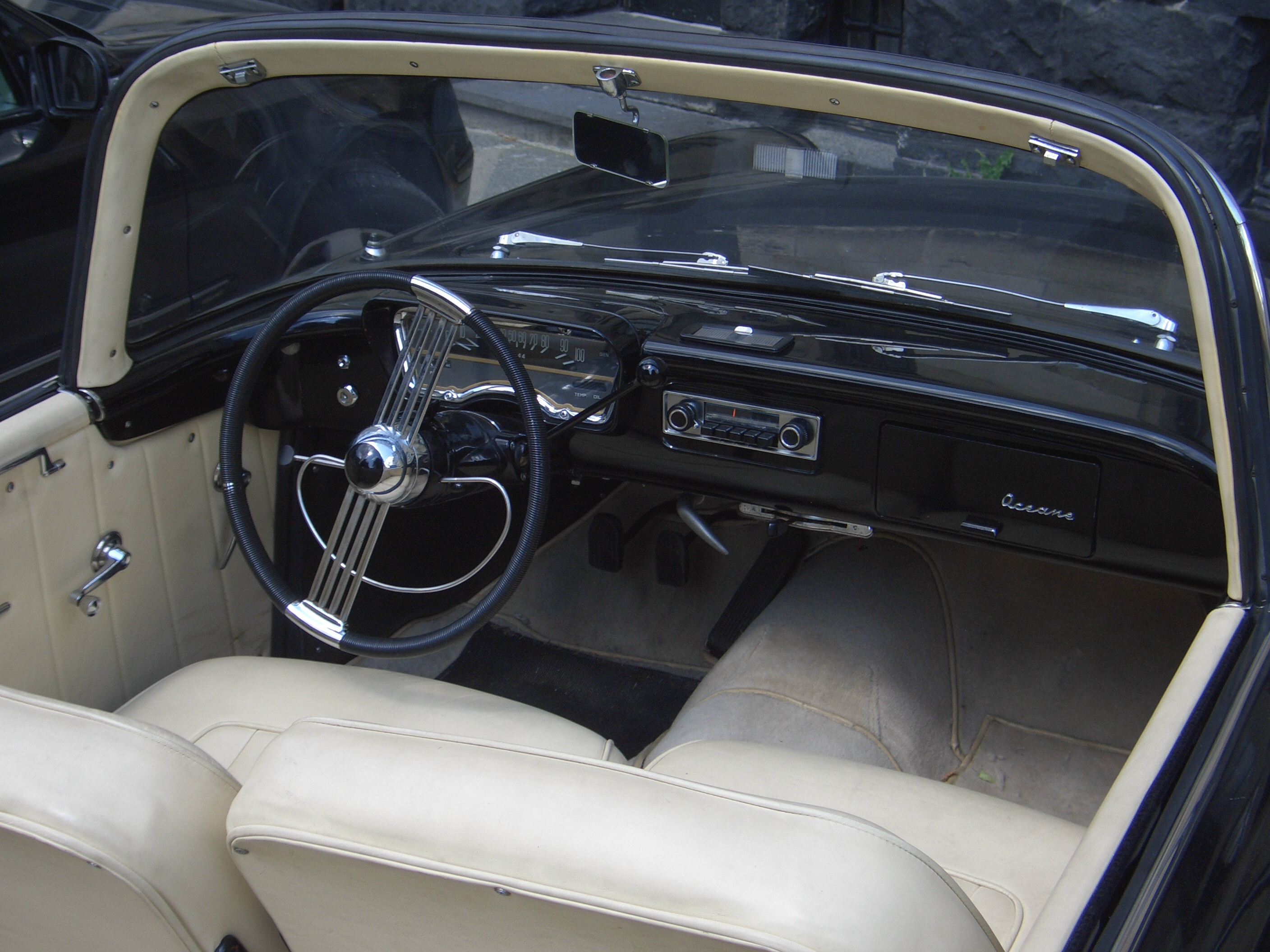
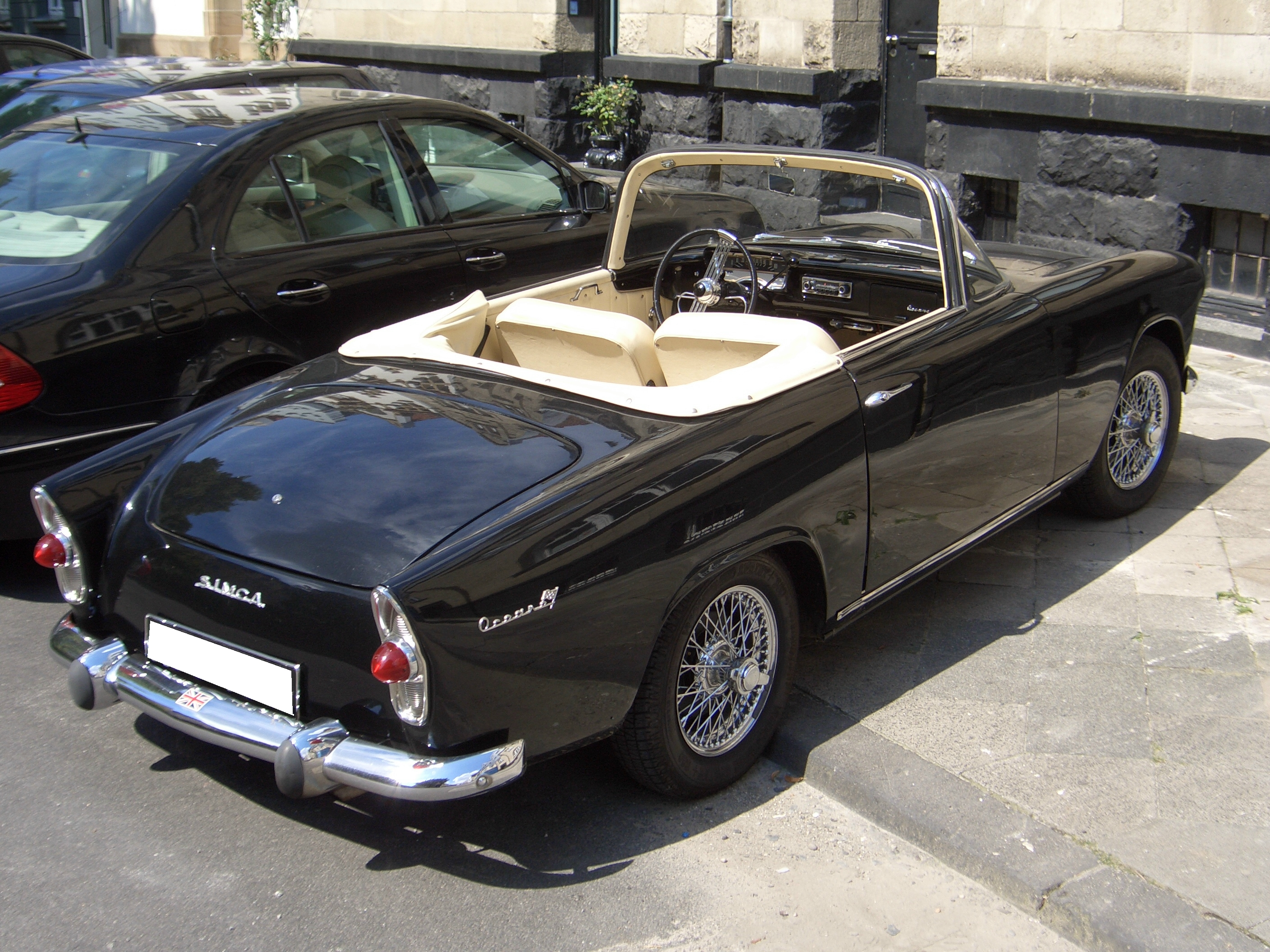

Elle est entre autres concurrencée par des Talbot-Lago T14 2500 Sport et Alpine A106 de 1955, Renault Floride et Caravelle de 1958. La Peugeot 404 Coupé de 1962 est inspirée de ce modèle. 
Les Simca 1000 Coupé et 1200 S lui succède à partir de 1962.